# Ernst-Bloch-Preis
Der Ernst-Bloch-Preis ist ein Wissenschafts- und Literaturpreis, der alle drei Jahre vom Ernst-Bloch-Zentrum und der Stadt Ludwigshafen am Rhein vergeben wird. Er wurde von der Stadt 1985 im Andenken und zur Ehrung des Werkes Ernst Blochs gestiftet und besteht aus Haupt- und Förderpreis.
Mit dem Hauptpreis soll „herausragendes wissenschaftliches oder literarisches Schaffen mit philosophischer Grundhaltung …, das für unsere Kultur in kritischer Auseinandersetzung mit der Gegenwart bedeutsam ist“, ausgezeichnet werden. Er ist mit 10.000 Euro dotiert (Stand 2021).
Der Förderpreis wird zur Förderung junger Autoren vergeben. Mit ihm ist eine finanzielle Zuwendung von 2.500 Euro verbunden (Stand 2021).

## Preisträger
| Jahr | Hauptpreis                                | Förderpreis                                     |
| ---- | ----------------------------------------- | ----------------------------------------------- |
| 1985 | Dolf Sternberger (Politikwissenschaftler) | nicht verliehen                                 |
| 1988 | Hans Mayer (Literaturwissenschaftler)     | Anna Czajka (Philosophin)                       |
| 1991 | Leszek Kołakowski (Philosoph)             | Françoise Wuilmart (Literaturwissenschaftlerin) |
| 1994 | Jürgen Moltmann (Theologe)                | Elke Kruttschnitt (Theologin)                   |
| 1997 | Pierre Bourdieu (Soziologe)               | Michael Pauen (Philosoph)                       |
| 2000 | Eric J. Hobsbawm (Historiker)             | Navid Kermani (Islamwissenschaftler)            |
| 2003 | Ivan Nagel (Theaterwissenschaftler)       | Reiner Manstetten (Wirtschaftswissenschaftler)  |
| 2006 | Dan Diner (Historiker)                    | Carolin Emcke (Journalistin)                    |
| 2009 | Seyla Benhabib (Politikwissenschaftlerin) | Ralf Becker (Philosoph)                         |
| 2012 | Avishai Margalit (Philosoph)              | Lisa Herzog (Philosophin)                       |
| 2015 | Axel Honneth (Sozialphilosoph)            | Ann Cotten (Schriftstellerin)                   |
| 2018 | Achille Mbembe (Politikwissenschaftler)   | Maximilian Probst (Autor)                       |
| 2021 | Mithu M. Sanyal (Kulturwissenschaftlerin) | Hanna Engelmeier (Kulturwissenschaftlerin)      |